# Cumingia tellinoides
Cumingia tellinoides är en musselart som först beskrevs av Conrad 1831.  Cumingia tellinoides ingår i släktet Cumingia och familjen Semelidae. Inga underarter finns listade i Catalogue of Life.